# Milton de Lima Filho
Milton de Lima Filho (Araguari, 23 de junho de 1934 – Uberlândia, 2 de novembro de 2019) foi um agricultor, advogado e político brasileiro do estado de Minas Gerais.
Milton Lima foi deputado estadual de Minas Gerais, da 8ª à 10ª legislatura (1975 - 1987), pelo MDB.

Foi também deputado federal constituinte por Minas Gerais na legislatura de 1987 a 1991
.
Milton de Lima Filho também foi vice-prefeito de Araguari no período de 1962 a 1967  e prefeito municipal da mesma cidade no período de 1971 a 1973 e no mandato de 1997 a 2000.